# (8635) Yuriosipov
(8635) Yuriosipov (1985 PG2) – planetoida z grupy pasa głównego asteroid okrążająca Słońce w ciągu 3,8 lat w średniej odległości 2,44 au. Odkryta 13 sierpnia 1985 roku.